# Хенделе, Тамара Карловна
Тамара Карловна Хе́нделе (урожд. Ка́рклиня, латыш. Tamāra Kārkliņa-Hendele; род. 2 апреля 1947, Рига, Латвийская ССР, СССР) — советская латвийская баскетболистка. Заслуженный мастер спорта СССР (1979).
Окончила Латвийский государственный институт физической культуры.

## Биография
Выступала в составе команды «ТТТ Рига» в течение 15 сезонов.
После окончания карьеры работала тренером ДЮСШ ТТТ Риги.
Муж — Андрис Хенделис — хоккеист, нападающий рижского «Динамо».

## Награды
- Обладатель Кубка Чемпионов Европы (11): 1965, 1966, 1967, 1968, 1970, 1971, 1972, 1973, 1974, 1975, 1977
- Чемпион СССР (13): 1964, 1965, 1966, 1968, 1969, 1970, 1971, 1972, 1973, 1975, 1976, 1977, 1979
- Вице-чемпион СССР (2): 1974, 1978
- Победитель Спартакиады народов СССР (3): 1967, 1971, 1975